# Muzeum Techniki i Rzemiosła Wiejskiego w Zapuście
Muzeum Techniki i Rzemiosła Wiejskiego w Zapuście – prywatne muzeum położone we wsi Zapusta (powiat lubański). Placówka jest prywatnym przedsięwzięciem Anety i Krzysztofa Tyl.
Placówka powstała w 2012 roku. Mieści się w XIX-wiecznym budynku o konstrukcji przysłupowej. W muzeum gromadzone są zbiory związane z dziejami wsi Pogórza Izerskiego. W zbiorach znajdują się: maszyny i narzędzia rolnicze, przedmioty codziennego użytku (m.in. żelazka, kołowrotki, lampy), militaria (m.in. bagnety), zabytkowe urządzenia i maszyny, części ubiorów (guziki, klamry) oraz regionalia.

Poza działalnością wystawienniczą, muzeum organizuje pokazy rzemiosł, prowadzi również usługi agroturystyczne.
Zwiedzanie muzeum jest możliwe po uprzednim uzgodnieniu z właścicielami.